# Царівщина (Саратовська область)
Царівщина (рос. Царевщина) — село у Балтайському районі Саратовської області Російської Федерації.
Населення становить 1505 осіб. Орган місцевого самоврядування — Царевщинське муніципальне утворення.

## Історія
Населений пункт розташований у межах українського історичного та культурного регіону Жовтий Клин.
Від 23 липня 1928 року в складі Балтайського району Вольського округу Нижньо-Волзького краю.
З 1934 року підпорядковується Саратовському краю, з 1936 року — в складі Саратовської області.

## Населення
| 2010 |
| ---- |
| 1505 |